# Luisa Banti
Luisa Banti (* 13. Juli 1894 in Florenz; † 17. Februar 1978 ebenda) war eine italienische Klassische Archäologin und Etruskologin.
Luisa Banti war das älteste Kind des Pathologen Guido Banti (1852–1925). Sie studierte in den 1920er Jahren Klassische Philologie und Archäologie an der Universität Florenz, wo sie sich besonders an den Althistoriker und Etruskologen Luigi Pareti (1885–1962) und an den Philologen Giorgio Pasquali (1885–1952) anschloss. Von 1930 bis 1940 arbeitete Banti in der griechischen Handschriftenabteilung der Vatikanischen Bibliothek. Während der Sommermonate nahm sie an den italienischen Ausgrabungen in Agia Triada auf Kreta teil, wo sie nicht nur ihre eigene Arbeit dokumentierte, sondern auch die Notizen ihrer Vorgänger Federico Halbherr, Roberto Paribeni und Enrico Stefani auswertete. Im Zuge dieser Arbeit beschäftigte sich Banti mit der minoischen Kultur.
Ab 1940 war Banti Dozentin für Religionsgeschichte an der Universität La Sapienza in Rom. 1948 erhielt sie den Lehrstuhl für Klassische Archäologie an der Universität Pavia. 1950 wechselte sie an die Universität in Florenz, wo sie bis zu ihrer Pensionierung 1965 überwiegend Vorlesungen auf dem Gebiet der Etruskologie hielt. Während dieser Zeit war sie auch mehrmals Gastdozentin in den USA.

## Schriften (Auswahl)
- La grande tholos di Haghia Triada. In: Annuario della Scuola archeologica di Atene e delle missioni italiane in Oriente. Band 13–14 (1930–1931), S. 155–251.
- Luni. Florenz 1937 (erweiterte Dissertation).
- Il Palazzo Minoico di Festòs. Scavi e studi della Missione Archeologica Italiana a Creta dal 1900 al 1950. Bd. 2: Il Secondo Palazzo. Rom 1951.
- Il mondo degli Etruschi. Rom 1960. 2. Auflage, Rom 1969.
  - Deutsche Übersetzung von Paul Zanker: Die Welt der Etrusker. Stuttgart/Zürich 1960. Nachdrucke Berlin 1962, Essen 1985.
  - Englische Übersetzung von Erika Bizzari: The Etruscan Cities and Their Culture. Berkeley/Los Angeles 1973.